# Porsche 356
Pour les articles homonymes, voir Porsche et 356.
La Porsche 356 est la première voiture de sport de type GT du constructeur automobile allemand Porsche construite en série. Cette voiture a été conçue par Ferdinand Porsche (père) et Ferry Porsche (fils), et a été produite à 76 313 exemplaires entre 1948 et 1965. Elle a été remplacée par la Porsche 911 en 1963.

## Histoire
Après avoir fondé Lohner-Porsche en 1897, puis dirigé Daimler-Mercedes-Benz dans les années 1920, Ferdinand Porsche fonde sa société bureau d'études Porsche (Porsche Büro) à Stuttgart en 1931, avec son fils Ferry Porsche, pour concevoir entre autres des voitures pour Auto Union (futur Audi) dont les mythiques Flèches d'Argent détentrices de nombreuses victoires internationales en compétition. Ils fondent Volkswagen en 1937 pour industrialiser leur Volkswagen Coccinelle (à base de prototypes Porsche Type 12 (1931), Type 32, et Type 60) et conçoivent leur prototype de voiture de sport Porsche Type 64 (1938), mais la réquisition de l'industrie allemande pour l'effort de guerre durant la Seconde Guerre mondiale suspend leur projet.

Porsche Type 64 et Porsche 356/1 au Porsche Museum de Stuttgart
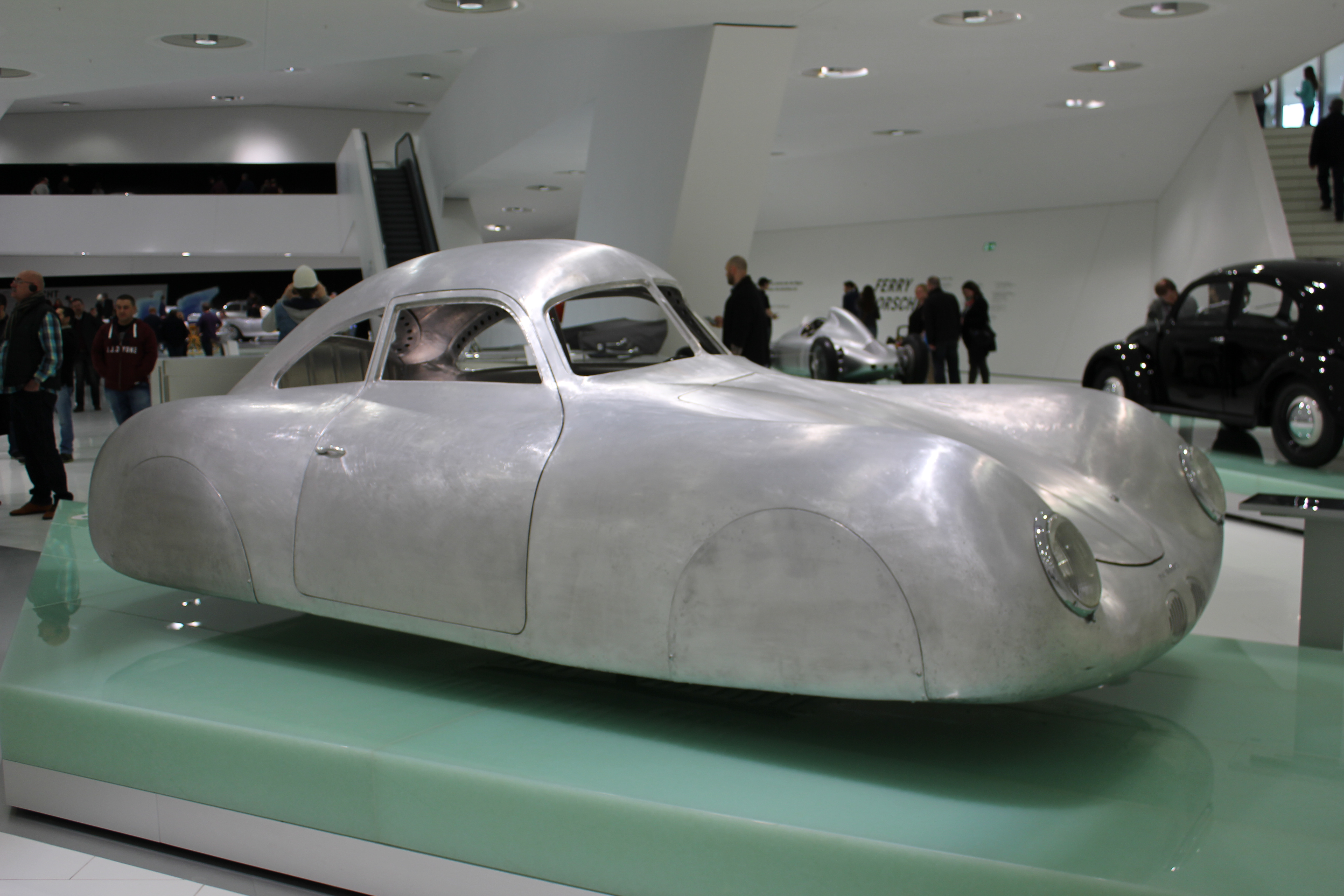
Porsche Type 64 (1938).
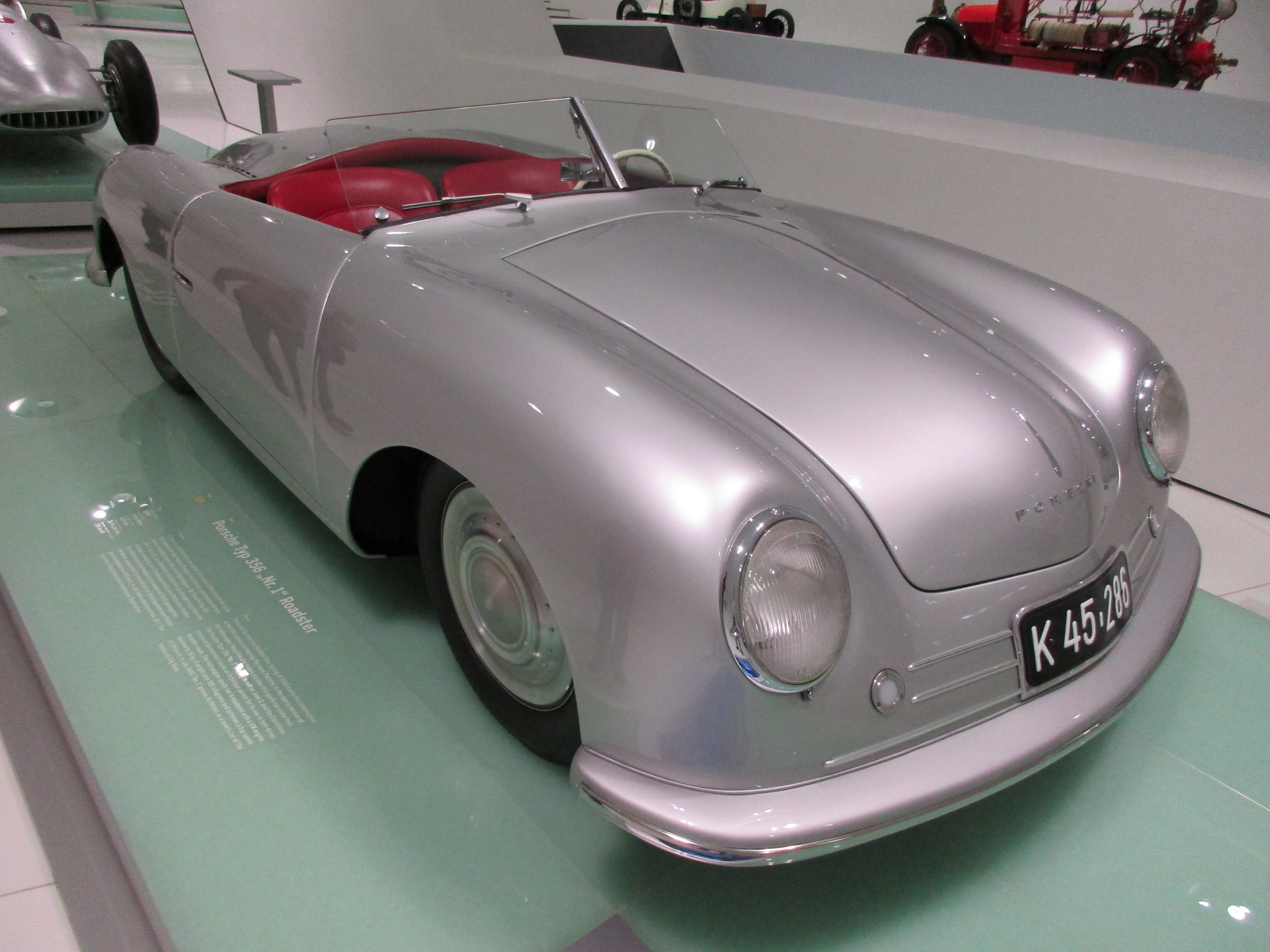
Porsche 356/1 (1948).
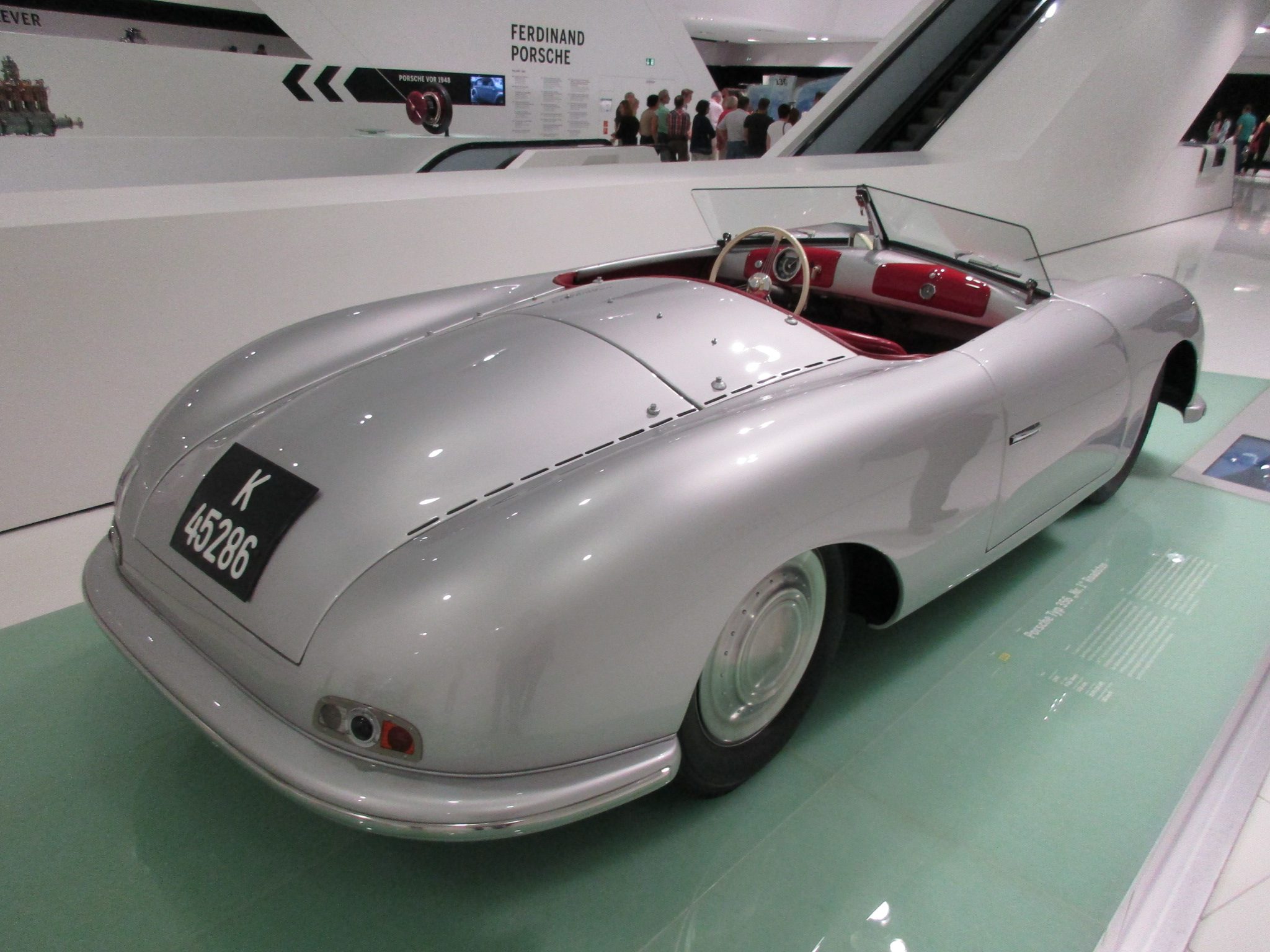
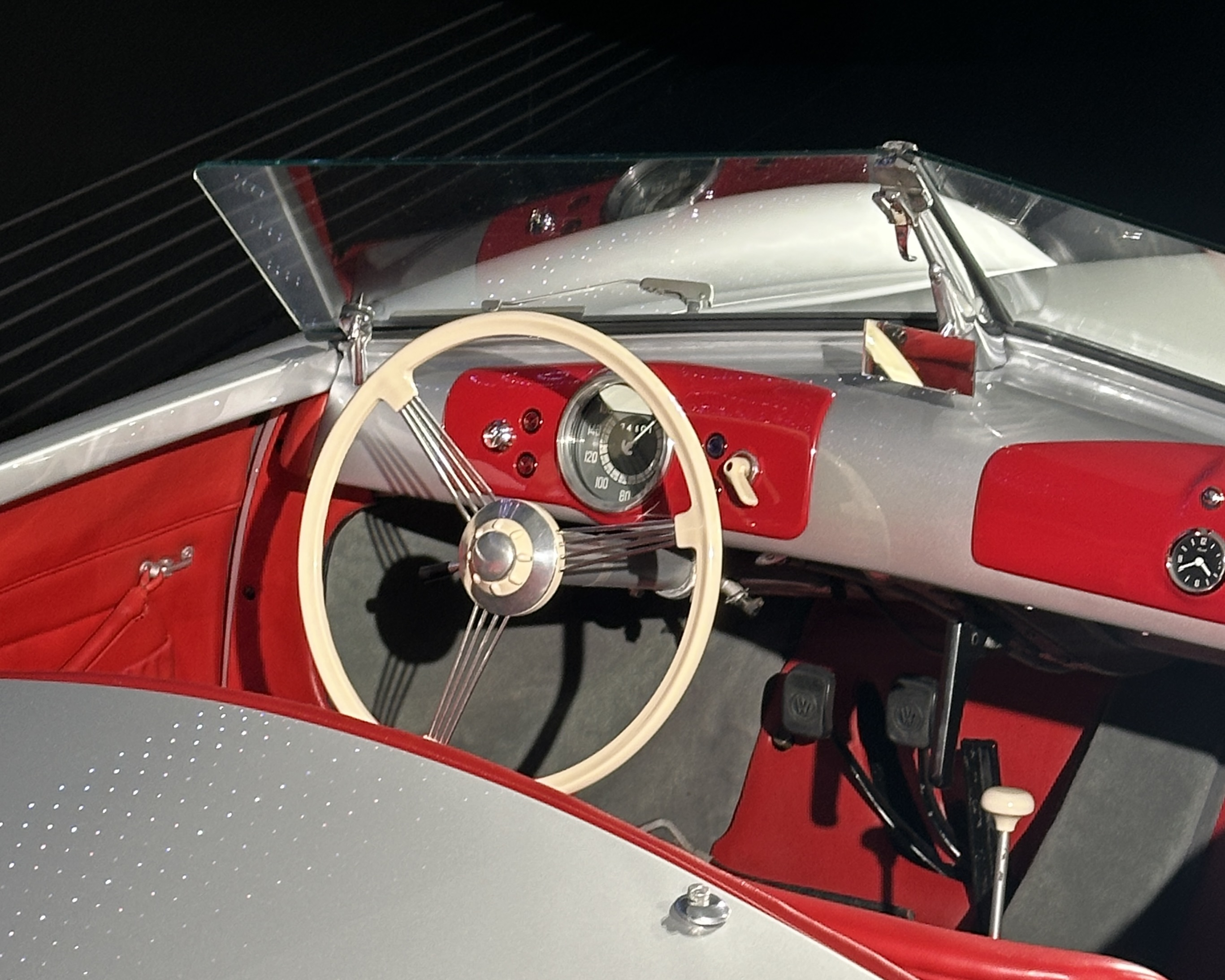
Vue intérieure.

Ferry Porsche succède à son père en 1945 et finalise le projet de « Porsche 356 » avec un premier prototype Porsche 356/1 de 1948, à base de moteur à plat boxer 4 cylindres 1 131 cm3, pour 140 km/h de vitesse de pointe, des Volkswagen Coccinelle et Porsche Type 64 précédentes (première voiture de série de marque Porsche) dont il fabrique artisanalement les 49 premiers exemplaires en aluminium, payables d'avance par ses clients. Une version Fuhrmann-Motor Type 547 à 4 arbres à cames en tête de 1952 améliore les performances de ce modèle de route et de compétition, et de sa version Porsche 550 de compétition de 1953. Très affaibli par son emprisonnement français de 20 mois à la fin de la guerre, pour crime de guerre, Ferdinand Porsche disparaît en 1951, à l'âge de 75 ans, au moment de la mise en circulation des premiers modèles. Ses fils et petits fils Ferdinand Anton Ernst Porsche, Ferdinand Alexander Porsche, Wolfgang Porsche, et Ferdinand Piëch lui succèdent depuis à la tête de Porsche et Volkswagen, avec entre autres les Porsche 911 qui succèdent à ce modèle depuis 1959.

### Carrosserie
La carrosserie est dessinée par le designer maison, Erwin Komenda. Initialement disponible en coupé et en cabriolet, elle le sera ensuite en speedster. La 356 a connu de nombreuses évolutions lors de sa production. Sa puissance culminera à 155 chevaux avec la 356 Carrera 2000 GS/GT (moteur Fuhrmann-Motor version 587/2 avec échappement sport).

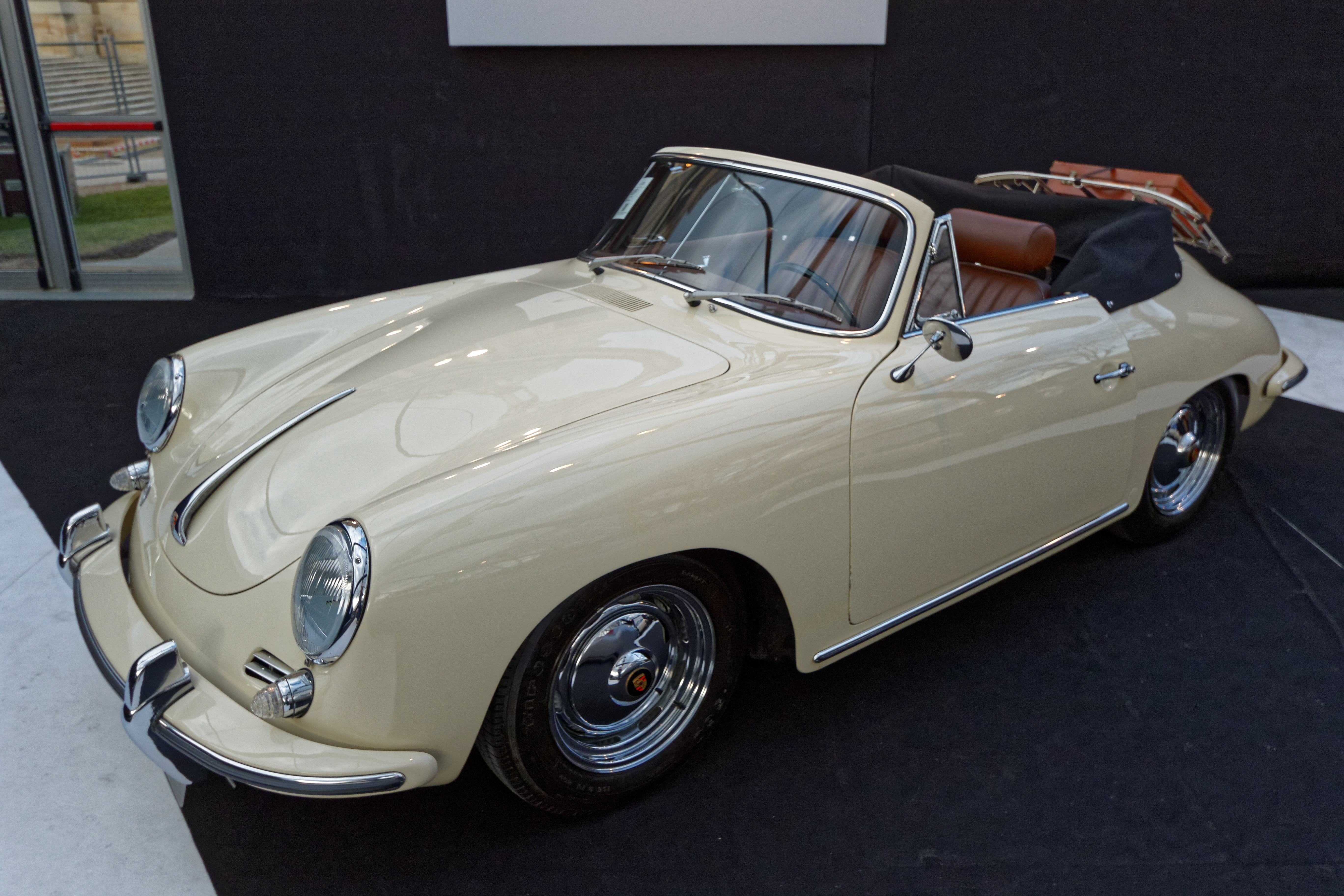
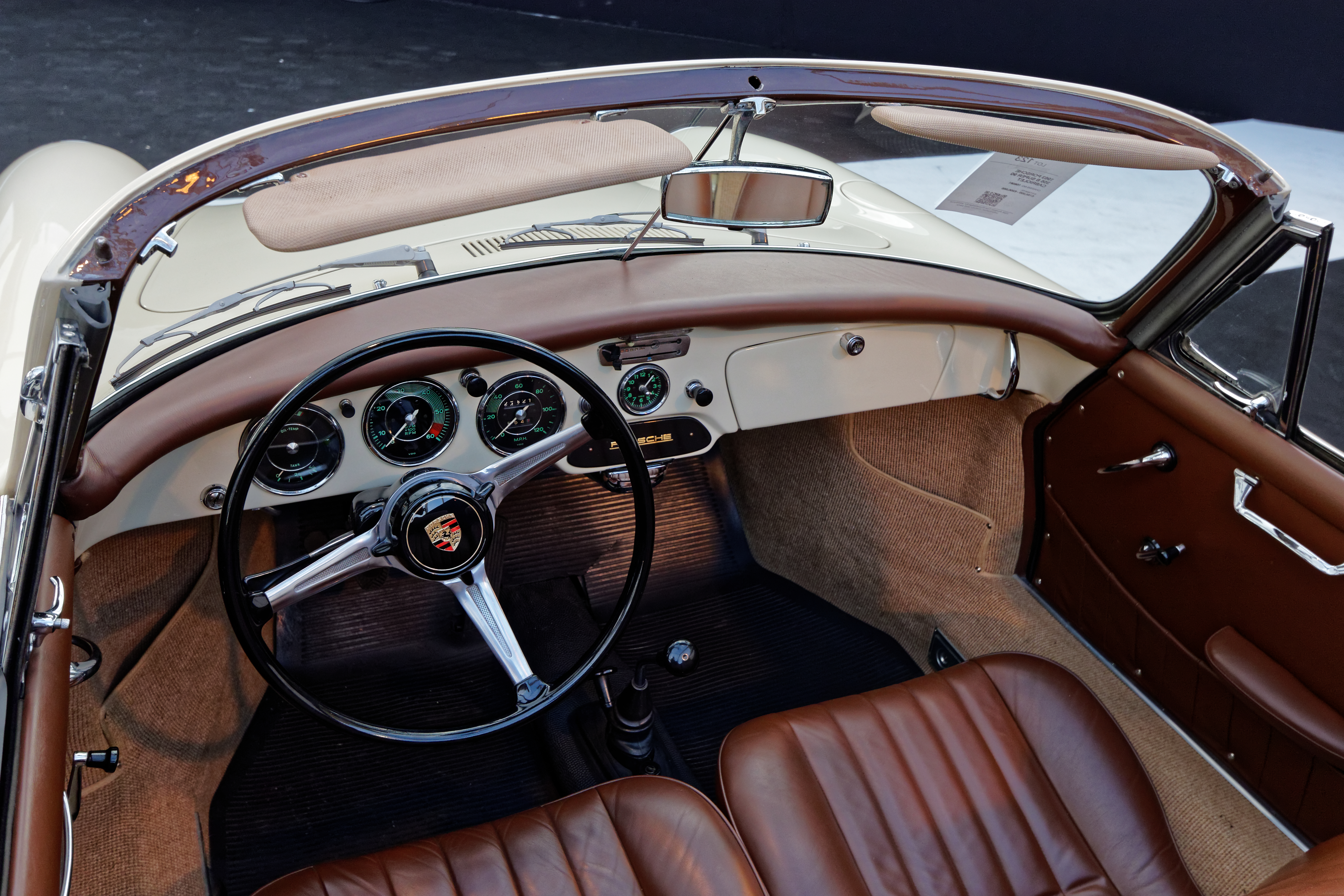
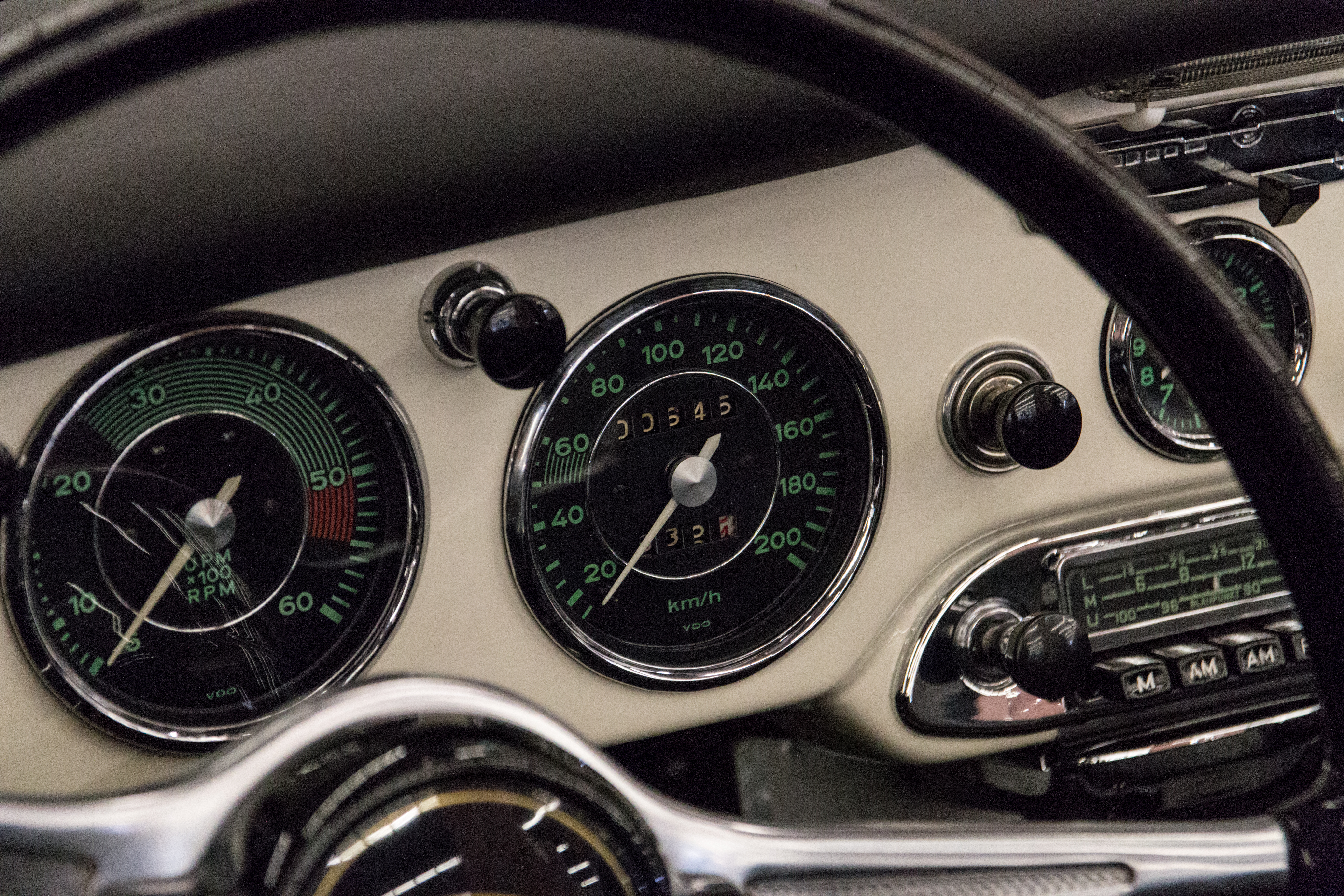
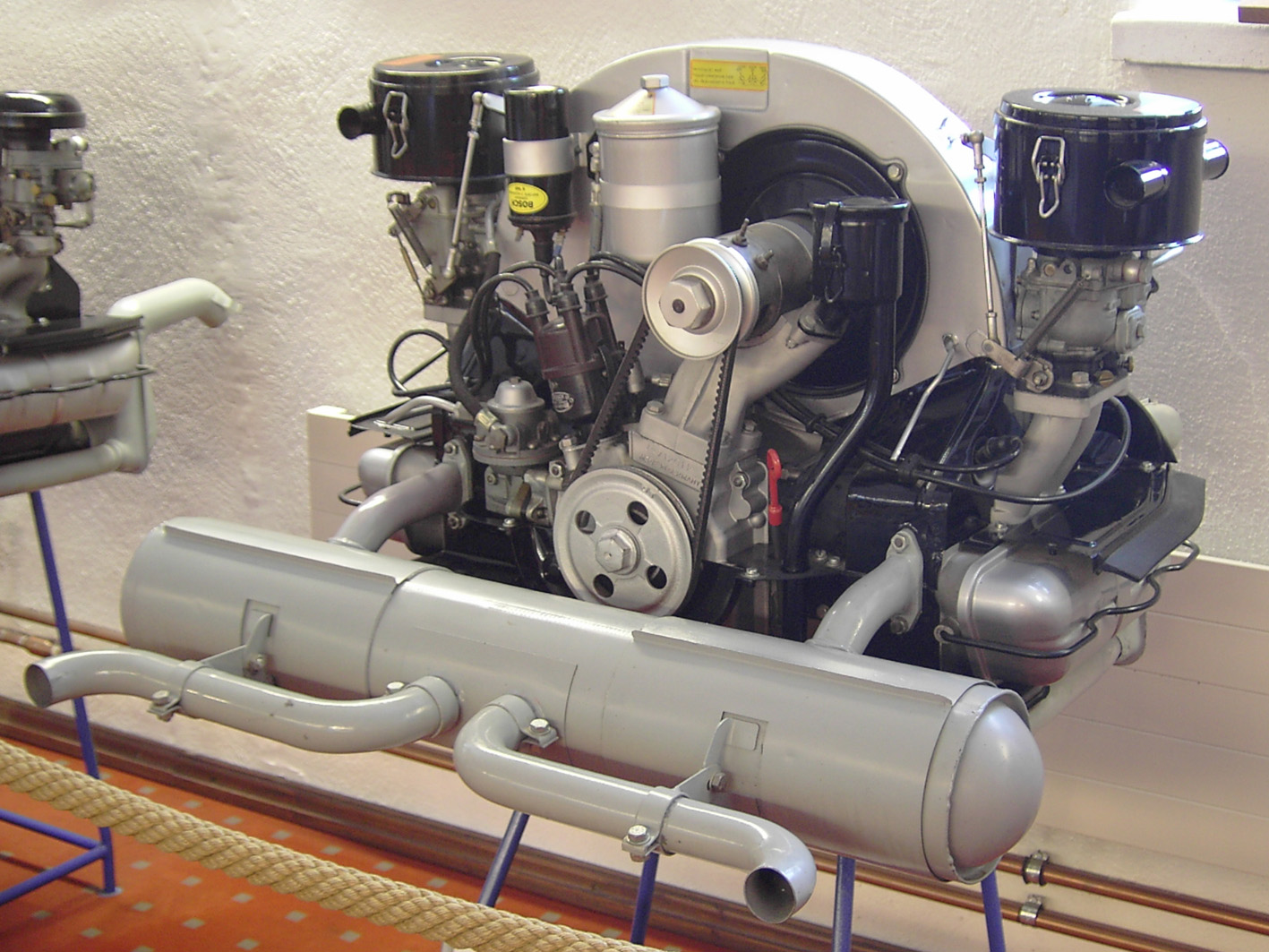
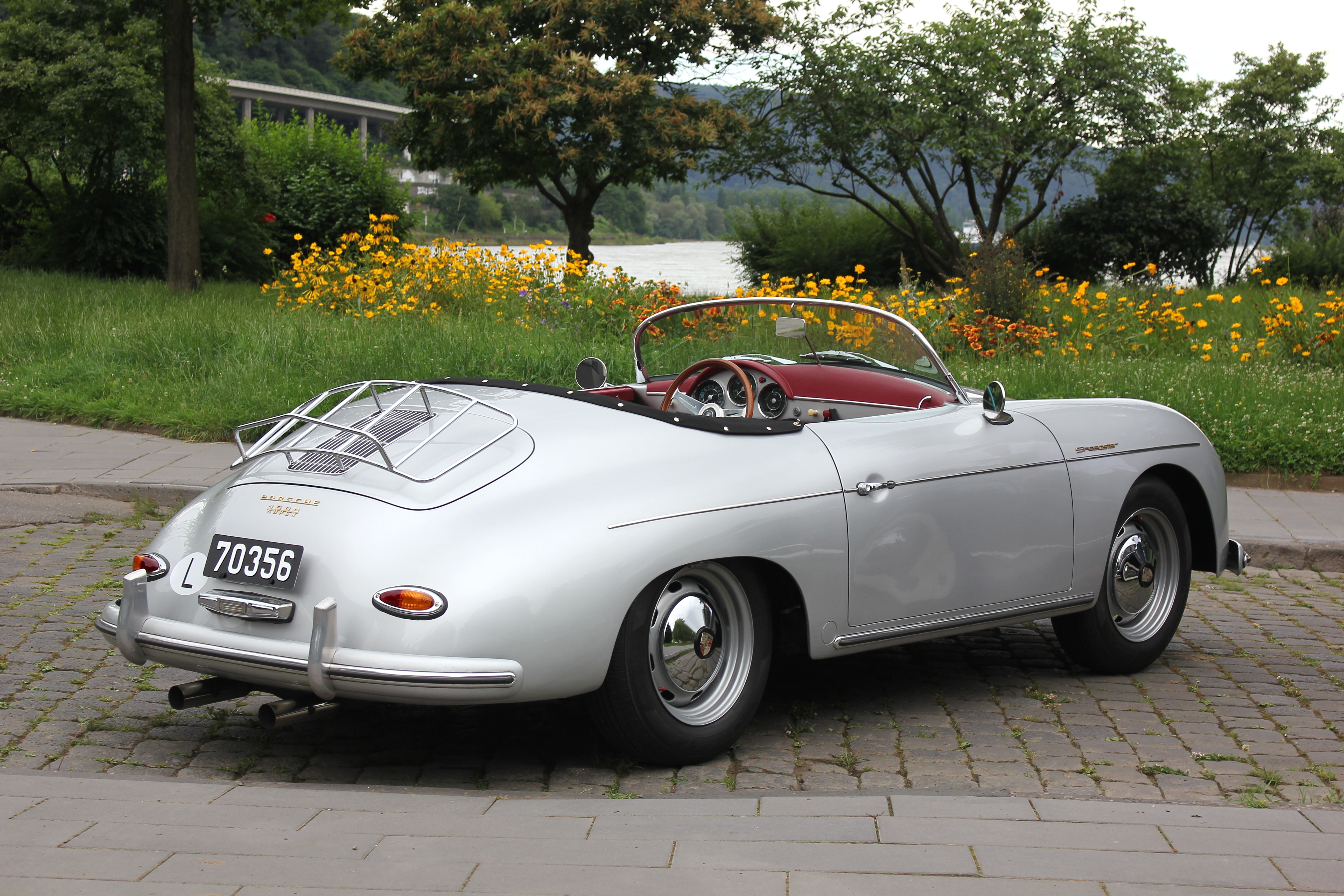

La création de la version « speedster » de la 356, fin 1954, est due à la demande de Max Hoffman, important importateur Porsche aux États-Unis qui voulait une version moins chère et plus racée de la 356 pour sa clientèle du marché américain.

## Les différents modèles de 356

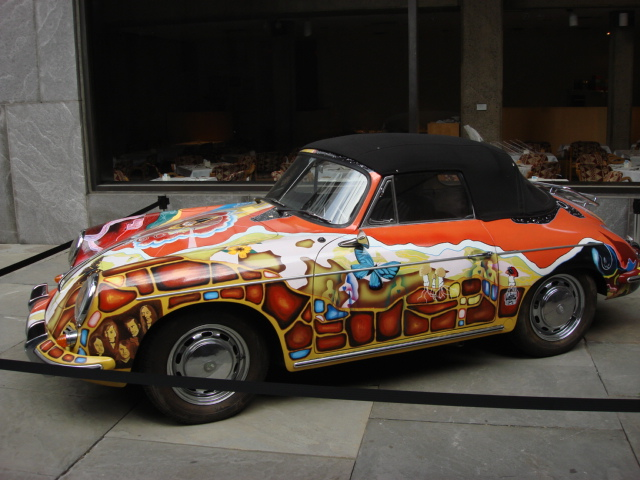
Porsche 356 C art car de Janis Joplin au Rock and Roll Hall of Fame de Cleveland (Ohio).

Plusieurs modèles de Porsche 356 ont été produits au cours des années. Tous ont été engagés en compétition automobile, que ce soit par l'usine Porsche ou par des équipages privés.
- 1948-1955 (356 pré-A)

Première voiture portant le nom de Porsche, elle était disponible dès le début en version coupé et cabriolet. Les premiers modèles sont produits en Autriche à Gmünd où les chaînes sortent la Porsche 356 n°1 le 8 juin 1948, date de son homologation, avant que la totalité de la production ne soit déménagée à Stuttgart-Zuffenhausen. Elle était agile, légère, et bien construite. Sa qualité de fabrication a valu à Porsche une solide réputation. Elle était très étroitement dérivée de la Volkswagen Coccinelle à qui elle empruntait notamment le moteur boxer à quatre cylindres à plat, refroidi par air et situé en porte-à-faux arrière du véhicule, la boîte de vitesses, les freins, la suspension avant et arrière et la direction.
Cette voiture a connu un énorme succès commercial aux États-Unis, en particulier chez les stars d'Hollywood. L'acteur américain James Dean en a possédé une et a disputé plusieurs courses avec, avant de se tourner vers un vrai modèle de compétition, la Porsche 550.
- 1955-1959 (356 A)

C'est le deuxième modèle de 356, commercialisé à partir de l'automne 1955. Il fut disponible tout le long de sa production dans les versions coupé, cabriolet et Speedster/Convertible D équipés de 5 types de moteurs. Le « D » désigne la « Carrosserie Drauz » d'Heilbronn qui réalisa les carrosseries. Sur ces modèles, le pare-brise et les vitres de porte sont désormais monoblocs, incurvés et en verre trempé (Securit). Le nouveau tableau de bord est rembourré sur le dessus. À partir de 1958, la 356 A est proposée en version cabriolet à toit rigide, carrosserie cabriolet à toit rigide fixe. La direction de la voiture a également été grandement améliorée.
- 1959-1963 (356 B)

La Porsche 356 B a été produite de l'automne 1959 à 1961 en version coupé, cabriolet/hardtop et roadster, succédant au cabriolet D. À partir de 1960, Karmann à Osnabrück a produit la version « hardtop » avec un toit fixe, qui différait du coupé Porsche « classique » parce qu'il avait une ligne de toit en gradins, des montants étroits et une grande lunette arrière.
- 1963-1965 (356 C)

La Porsche 356 C a été commercialisée de mi 1963 à avril 1965. Vue de l'extérieur, la Porsche 356 C se distingue à peine de la 356 B T6. Les jantes sont modifiées avec des enjoliveurs plus simples, d'abord sans l'écusson Porsche. Le changement des roues est dû au remplacement des antiques freins à tambour par des freins à disque Ate, produits sous licence Dunlop. Un différentiel à blocage était disponible en option.
Le choix des moteurs, y compris Carrera, a été réduit à trois. Les variantes de carrosserie proposées étaient aussi réduites au coupé et au cabriolet.

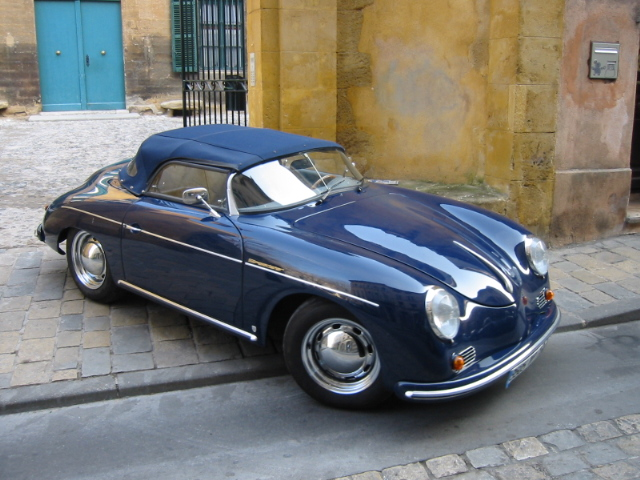
Réplique PGO 356 Classic (1998-2004)

Le palmarès en course est impressionnant et nombre de 356 ont inquiété et parfois battu des voitures plus puissantes, grâce à leur maniabilité et leur légèreté. Elles ont ainsi par exemple remporté le tout premier Championnat d'Europe des rallyes en 1953, récidivant encore en 1961 (en empochant à l'occasion le rallye d'Allemagne avec Walter et Wencher), Liège-Rome-Liège à quatre reprises, en 1952, 1954, 1957 et 1959, la Coupe des Alpes en 1953 et 1956, le Rallye Press on Regardless en 1956, et le Championnat d'Europe de la montagne de 1960 à 1963 en catégorie Grand Tourisme. En GT toujours, la voiture s'impose lors du GP de Berlin en 1954 et 1955, de l'Eifelrennen Nürburgring 1955, des Coupes de Vitesse de Montlhéry en 1956, du Nassau Tourist Trophy en 1959 (version Carrera), entre autres. Lake Underwood (en) remporte le SCCA National Sports Car Championship en catégorie F Production pour les saisons 1956 et 1957 (Porsche version Bathtub), et Bengt Söderström gagne sa catégorie Production en 1955 et 1956. En endurance, outre des victoires de catégorie 1.1L en 1951 et 1952 aux 24 Heures du Mans avec Veuillet et Mouche, la 356 a terminé en tête de la première édition des 9 Heures d'Afrique du Sud en 1958, ainsi que des 1 000 kilomètres de Catalogne à plusieurs reprises (en 1958, 1959 et 1963). Chez les féminines, celles-ci ont remporté cinq Coupes des Dames au Tour de France automobile entre 1954 et 1961.

## 356 Pré-A
La Porsche 356 Pré-A a été produite de 1948 à 1955 sous plusieurs déclinaisons :

### Version standard
356 (Coupé et cabriolet) : 
- 1 086 cm3, 4 cylindres atmosphérique, 40 ch (jusqu'au modèle 1950)
- Vitesse maximale : 140 km/h

356 1100 (Coupé et cabriolet) : 
- 1 086 cm3, moteur 4 cylindres atmosphérique, 40 ch (du modèle 1951 jusqu'au modèle 1954)
- Vitesse maximale : 140 km/h

356 1300 (Coupé et cabriolet) : 

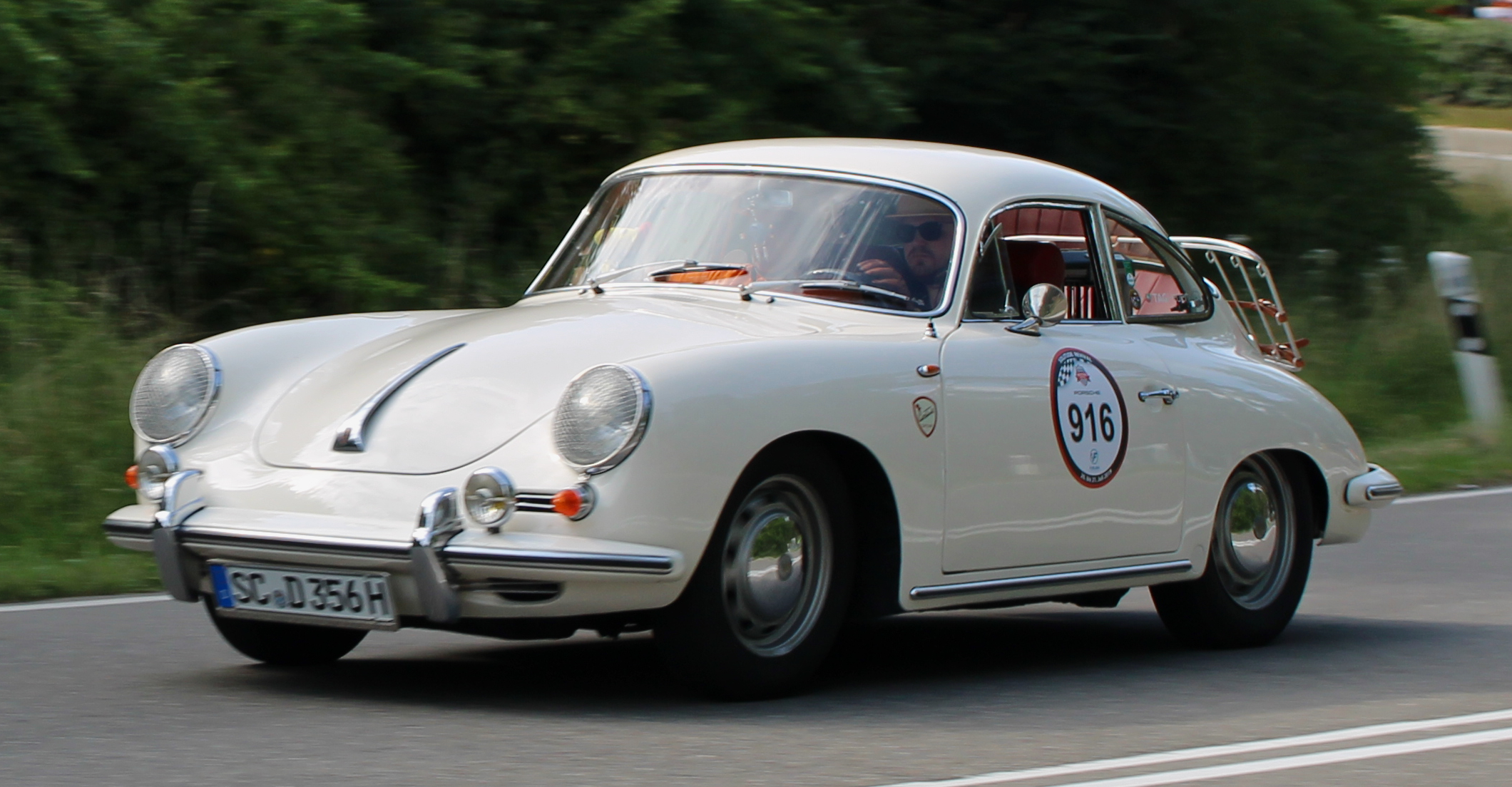
356 SC Coupé

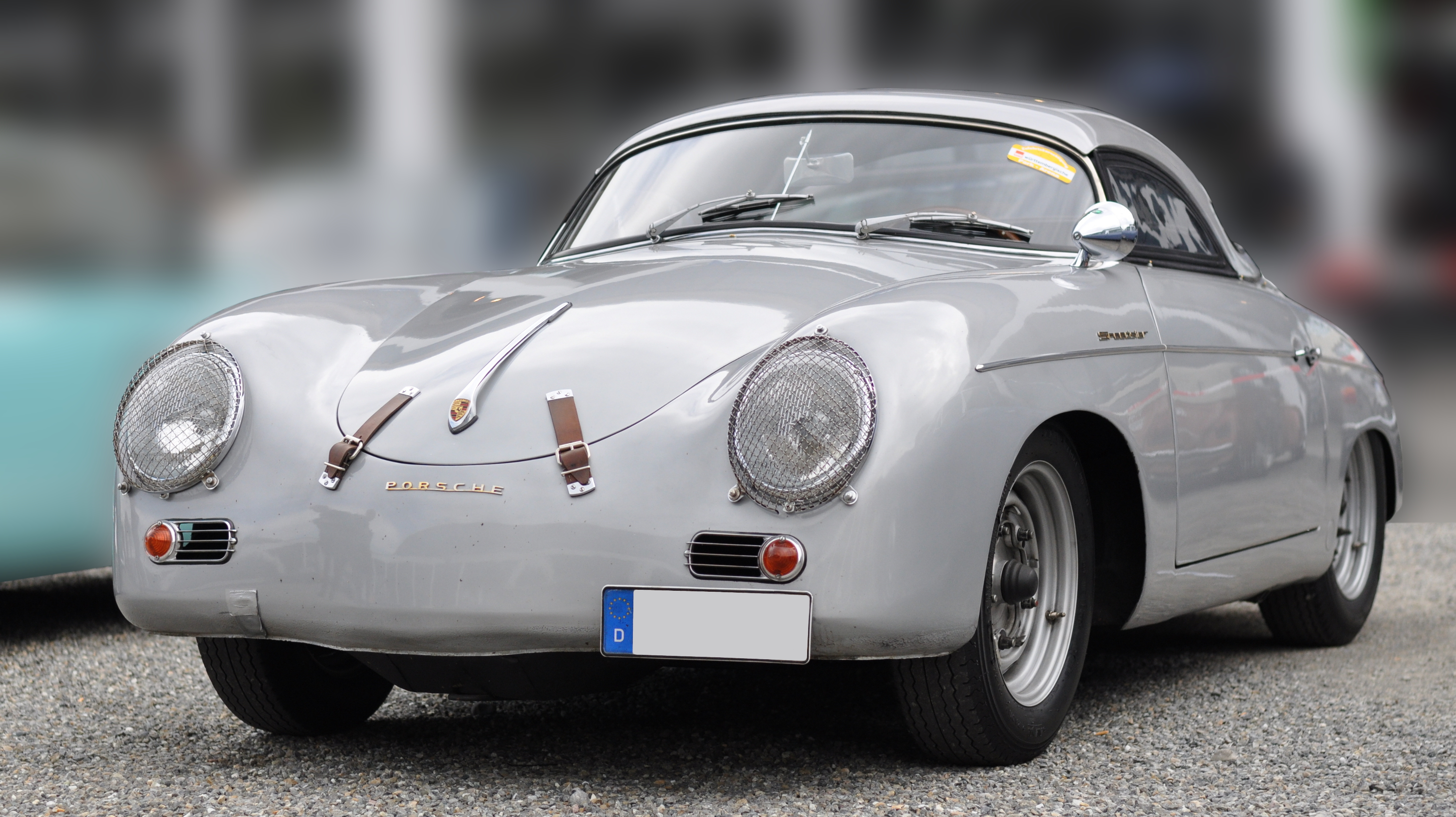
356 A Speedster

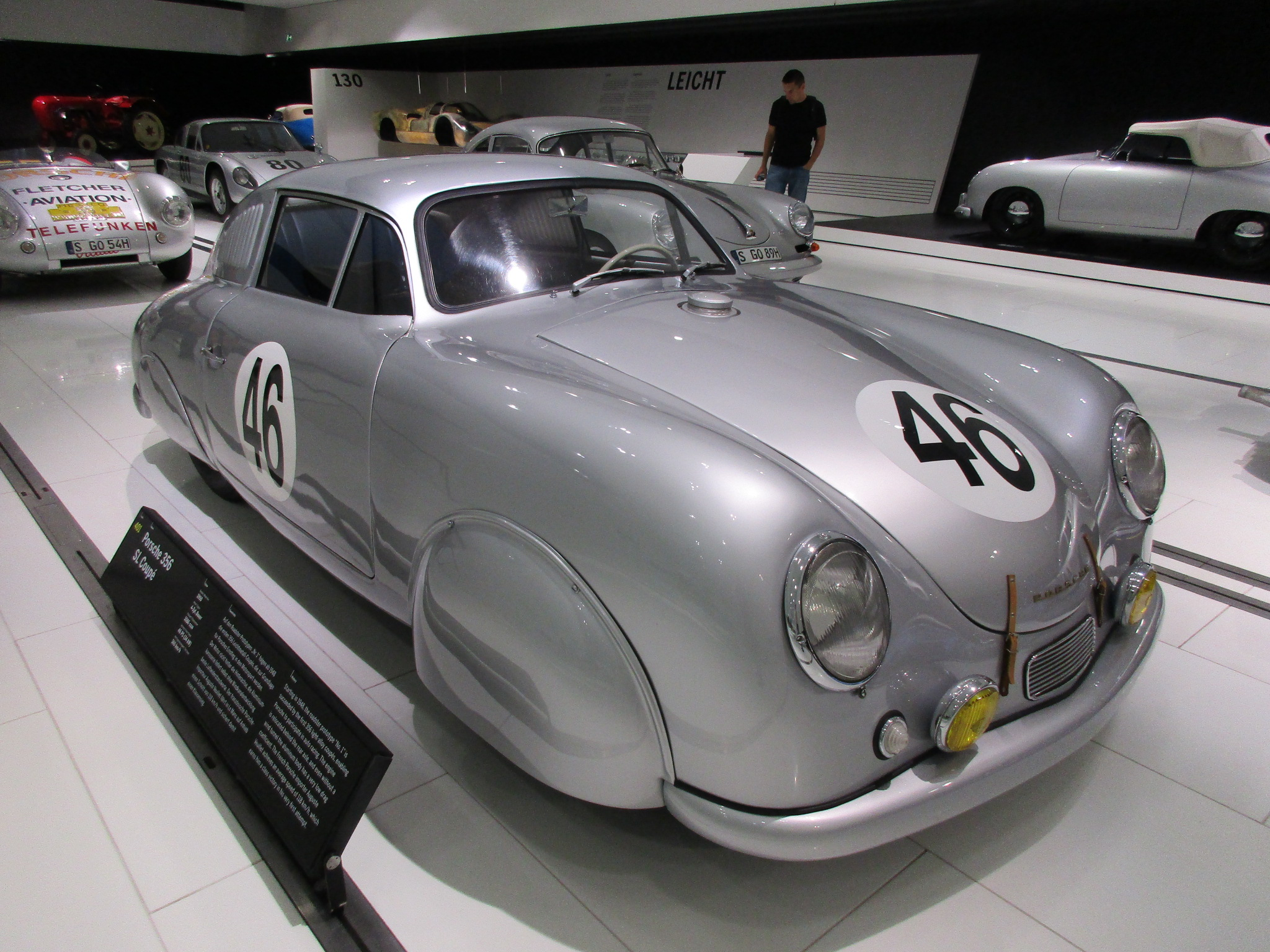
356/4 SL Coupé no 46, première Porsche engagée au 24 Heures du Mans 1951, classée 20e, victorieuse de la catégorie 1,1 L, avec les pilotes Auguste Veuillet et.

- 1 286 et 1 290 cm3, moteur 4 cylindres atmosphérique, 44 ch (à partir du modèle 1951)
- Vitesse maximale : 145 km/h

356 1300A (Coupé et cabriolet) : 
- 1 290 cm3, moteur 4 cylindres atmosphérique, 44 ch (uniquement modèle 1954)
- Vitesse maximale : 145 km/h

356 1300 S (Coupé et cabriolet) : 
- 1 290 cm3, moteur 4 cylindres atmosphérique, 60 ch (à partir du modèle 1954)
- Vitesse maximale : 160 km/h

356 1500 (Coupé, cabriolet et à partir du 1955 Speedster) : 
- 1 488 cm3, moteur 4 cylindres atmosphérique, 60 ch (modèle 1952)
- Vitesse maximale : 168 km/h
- 1 488 cm3, moteur 4 cylindres atmosphérique, 55 ch (à partir du modèle 1953)
- Vitesse maximale : 168 km/h

356 1500 S (Coupé, cabriolet et à partir de 1955 Speedster) : 
- 1 488 cm3, moteur 4 cylindres atmosphérique, 70 ch (à partir du modèle 1953)
- Vitesse maximale : 175 km/h

### Version sportive

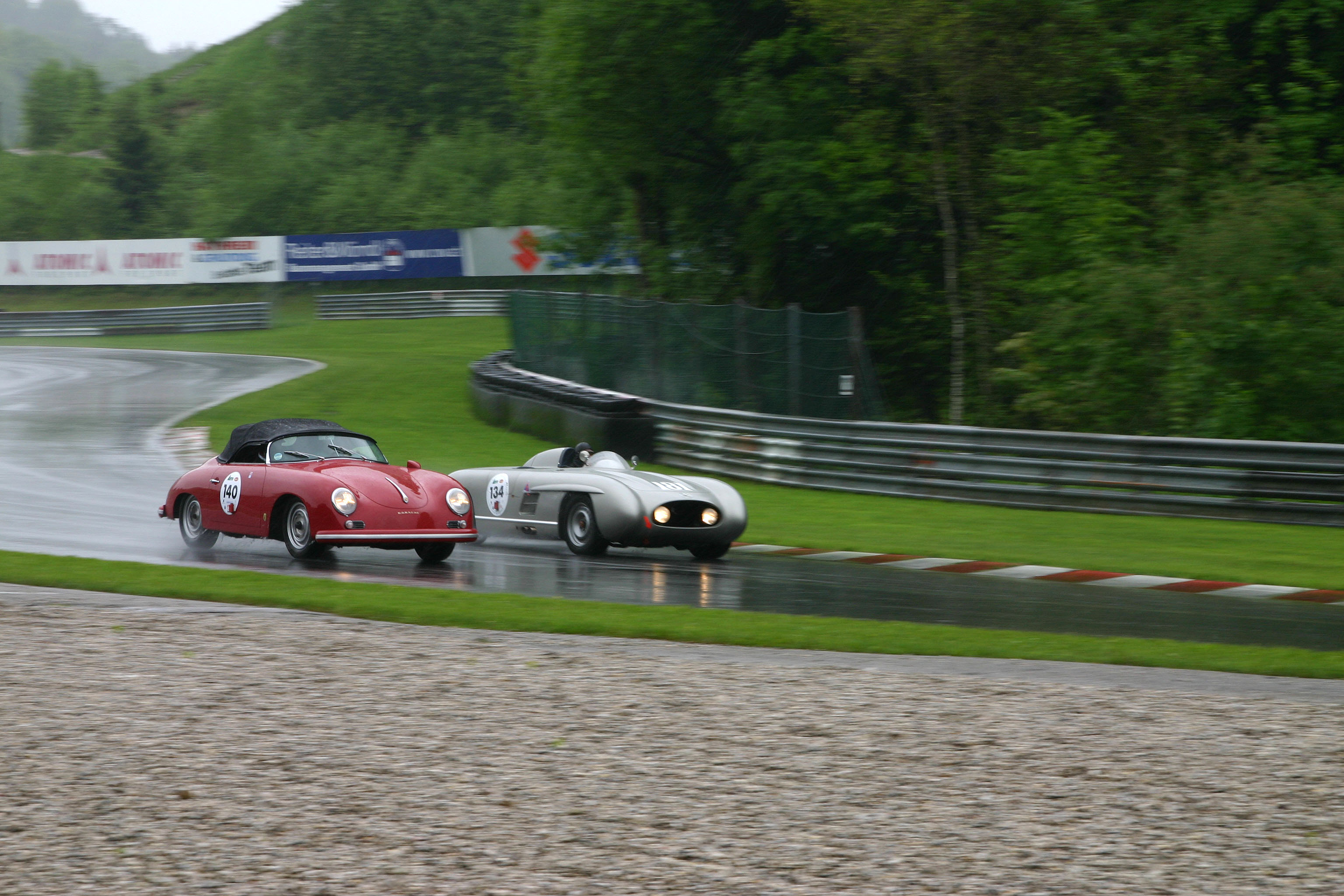
Porsche 356 Speedster

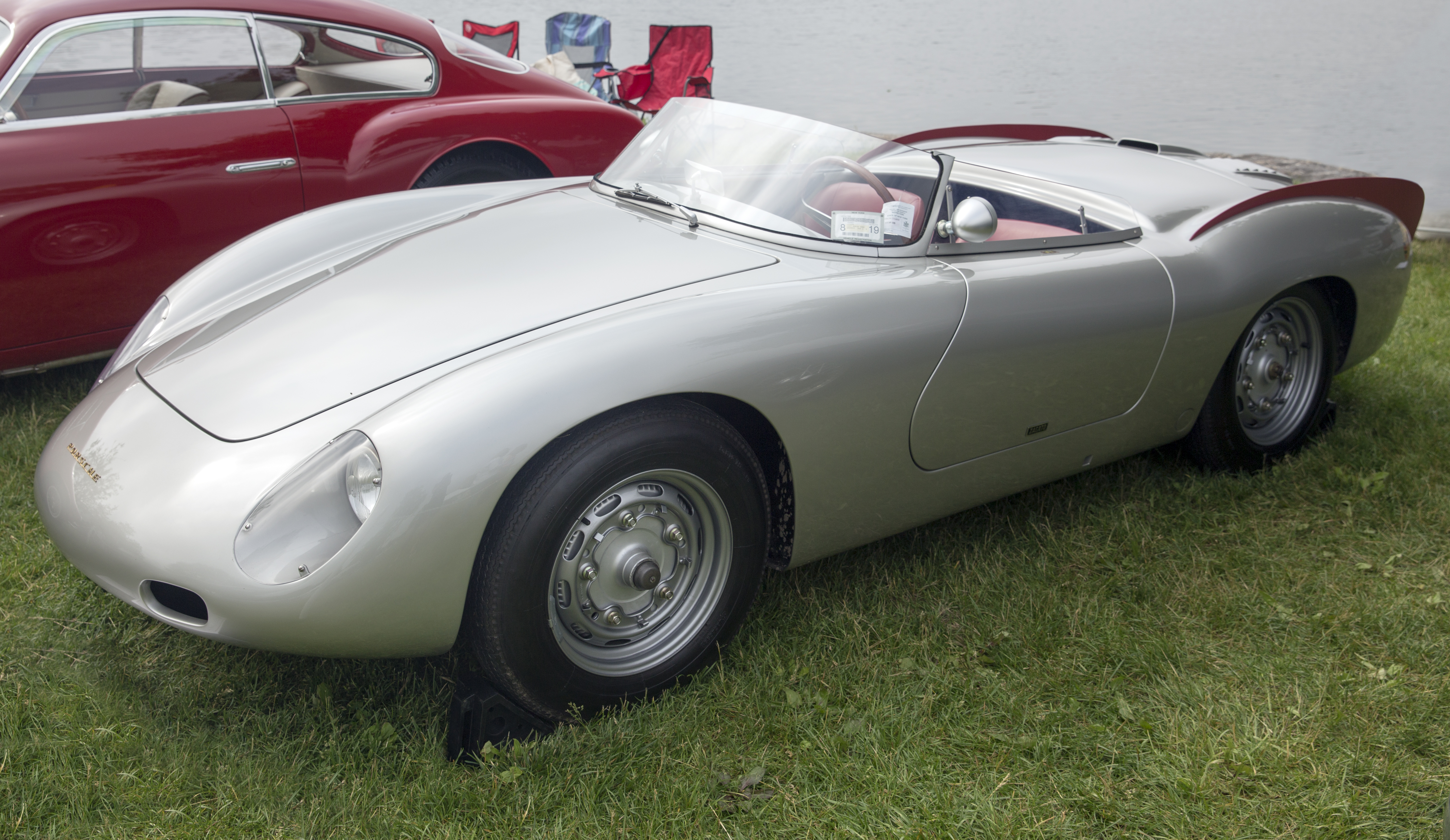
356 Carrera Speedster Zagato

Pour les clients auxquels les versions standards de la 356 ne suffisaient pas, Porsche proposait des versions plus proches des modèles de compétition mais immatriculables pour la route.
356 America Roadster (cabriolet) : 
- 1 488 cm3, moteur 4 cylindres atmosphérique, 70 ch (modèle 1952)
- Vitesse maximale : 175 km/h

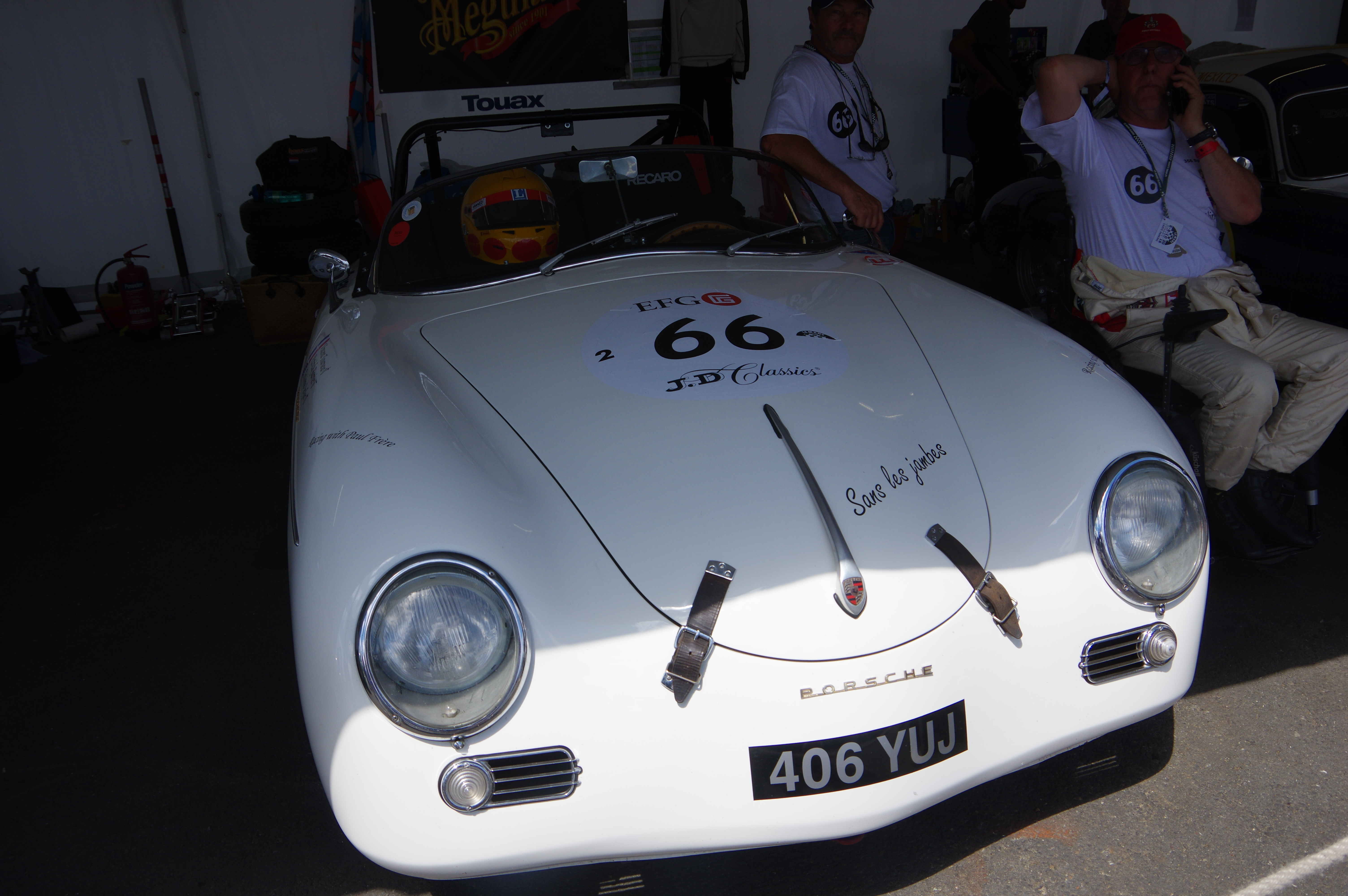
356 Pre A Speedster

356 1500 GS Carrera (Coupé et Speedster) : 
- 1 498 cm3, moteur 4 cylindres atmosphérique, Porsche Carrera Fuhrmann-Motor Type 547 (moteur de spyder), 100 ch (modèle 1955)

## 356 A
La Porsche 356 A a été produite de 1956 à 1959 sous plusieurs déclinaisons :

### Version standard

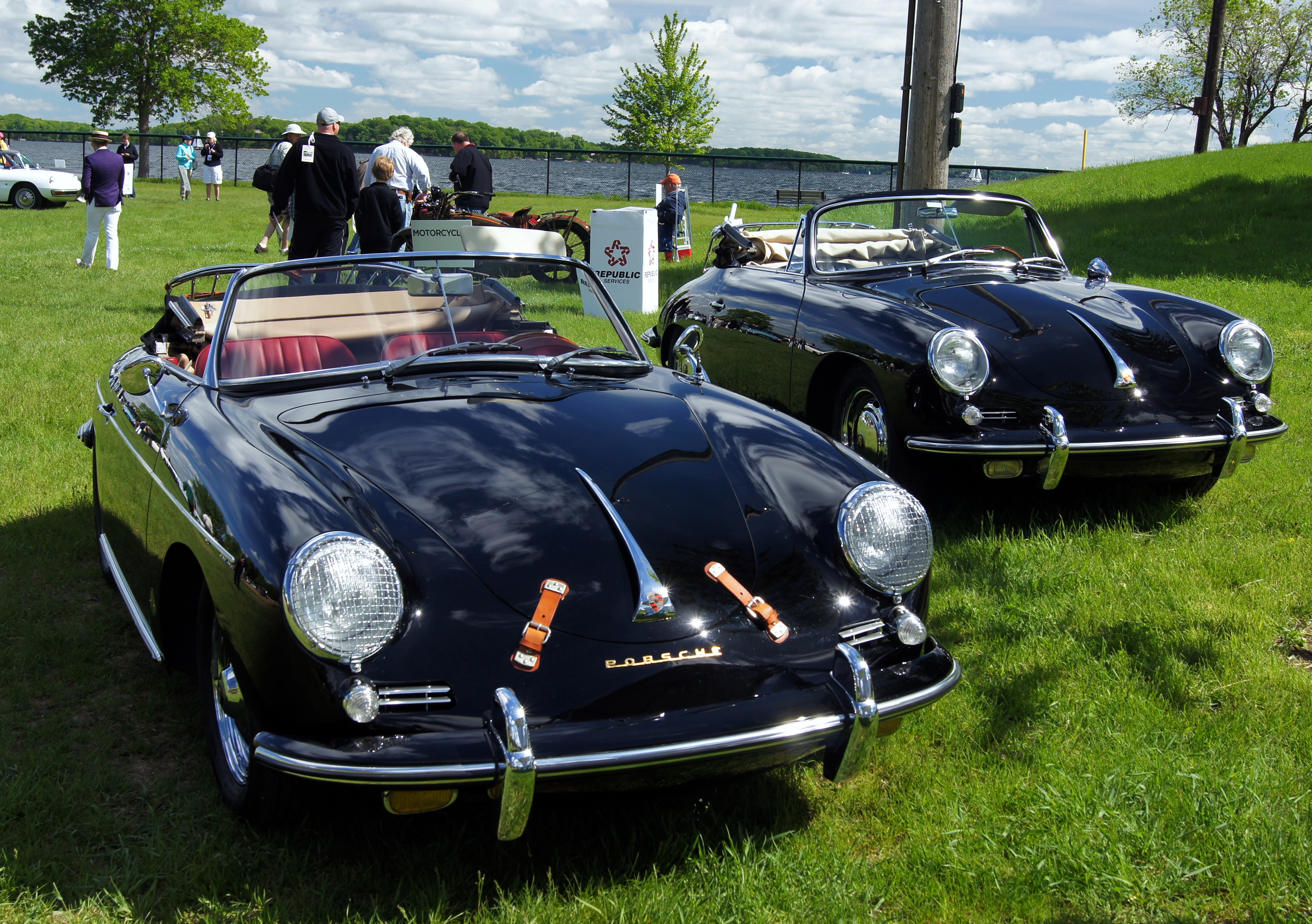
356 Roadster

356 1300 (Coupé, cabriolet et speedster) : 
- 1 290 cm3, moteur 4 cylindres atmosphérique, 40 ch (jusqu'au modèle 1957)
- Vitesse maximale : 145 km/h

356 1300 S (Coupé, cabriolet et speedster) : 
- 1 290 cm3, moteur 4 cylindres atmosphérique, 60 ch (jusqu'au modèle 1957)
- Vitesse maximale : 160 km/h

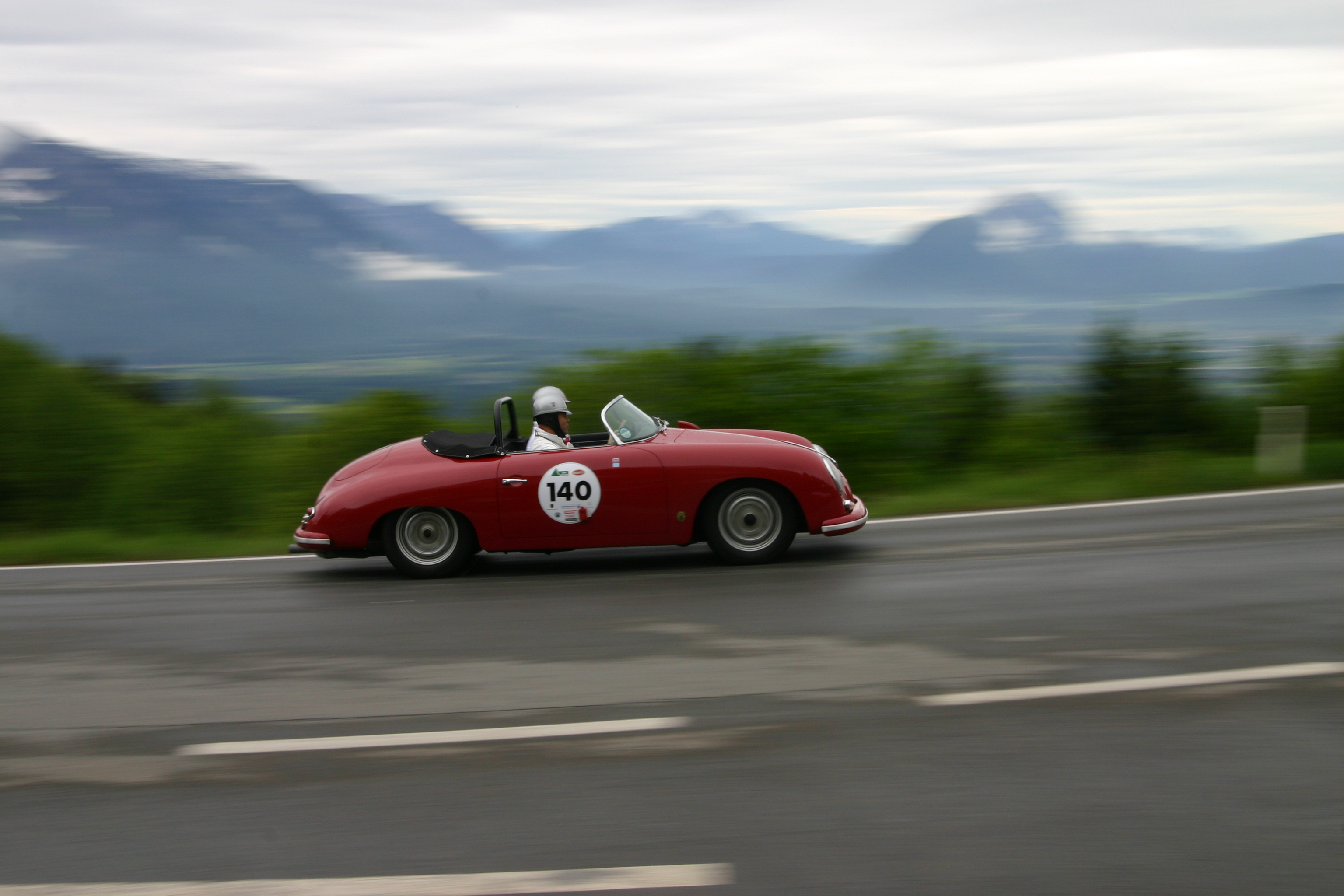
356 Speedster GT

356 1600 (Coupé, cabriolet et jusqu'en 1958 Speedster/en 1959 Convertible D) : 
- 1 582 cm3, moteur 4 cylindres atmosphérique, 60 ch
- Vitesse maximale : 160 km/h

cabriolet et jusqu'en 1958 Speedster/en 1959 Convertible D) : 
- 1 582 cm3, moteur 4 cylindres atmosphérique, 75 ch
- Vitesse maximale : 175 km/h

### Version sportive
Pour les clients auxquels les versions standards de la 356 ne suffisaient pas, Porsche proposait des versions plus proches des modèles de compétition, à moteur Porsche Carrera Fuhrmann-Motor Type 547, immatriculables pour la route.
356 1500 GS Carrera (Coupé, cabriolet et Speedster) : 
- 1 498 cm3, 4 cylindres atmosphérique, 100 ch (modèle 1956)

356 1500 GS Carrera de Luxe (Coupé, cabriolet et Speedster) : 
- 1 498 cm3, 4 cylindres atmosphérique, 100 ch (modèle 1957 et 1958)

356 1500 GS Carrera GT (Coupé, cabriolet et Speedster) : 
- 1 498 cm3, 4 cylindres atmosphérique, 110 ch (modèle 1957 et 1958)

356 1600 GS Carrera de Luxe (Coupé et cabriolet) : 
- 1 588 cm3, 4 cylindres atmosphérique, 105 ch (modèle 1959)

356 1600 GS Carrera GT (Coupé et cabriolet) : 
- 1 588 cm3, 4 cylindres atmosphérique, 115 ch (modèle 1959)

## 356 B
La Porsche 356 B a été produite de 1960 à 1963 sous plusieurs déclinaisons :

### Version standard
356 1600 (Coupé, cabriolet et jusqu'en 1962 Roadster) : 
- 1 582 cm3, 4 cylindres atmosphérique, 60 ch
- Vitesse maximale : 160 km/h

356 Super 75 (Coupé, cabriolet et jusqu'en 1962 Roadster) : 
- 1 582 cm3, 4 cylindres atmosphérique, 75 ch
- Vitesse maximale : 175 km/h

356 Super 90 (Coupé, cabriolet et jusqu'en 1962 Roadster) : 
- 1 582 cm3, 4 cylindres atmosphérique, 90 ch
- Vitesse maximale : 180 km/h

### Version sportive
Pour les clients auxquels les versions standards de la 356 ne suffisaient pas, Porsche proposait des versions plus proches des modèles de compétition, à moteur Porsche Carrera Fuhrmann-Motor Type 547, immatriculables pour la route.
356 1600 GS Carrera GT (Coupé) : 
- 1 588 cm3, moteur 4 cylindres atmosphérique, 115 ch (jusqu'au modèle 1961)

356 Carrera 2 (Coupé et cabriolet) : 
- 1 966 cm3, moteur 4 cylindres atmosphérique, 130 ch (à partir du modèle 1962)

## 356/B Carrera GTL Abarth

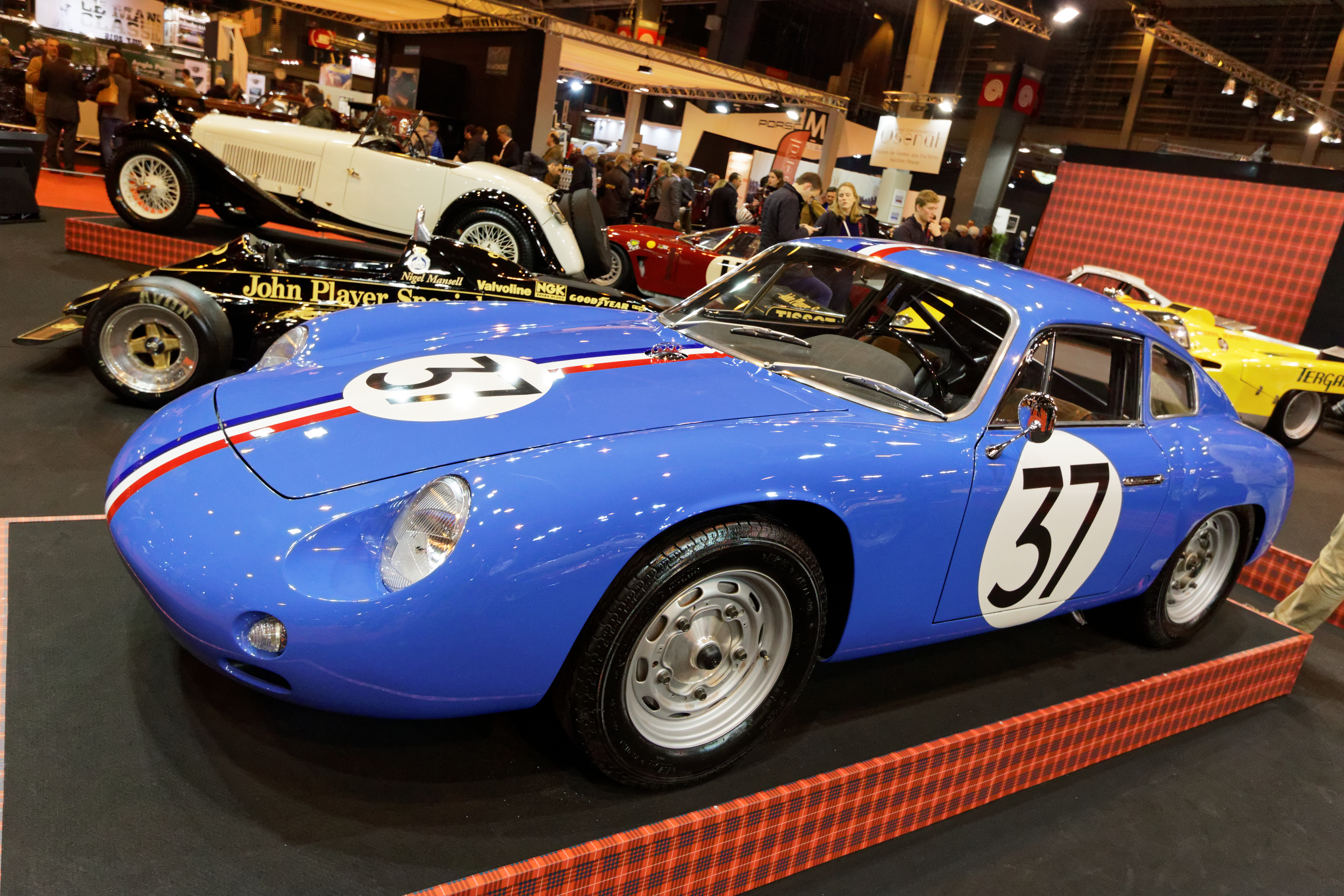
Une rare Porsche Abarth 356 Carrera.

La Porsche 356/B Carrera GTL Abarth est une voiture de course aux lignes particulièrement séduisantes, une Porsche à l’italienne, conçue par Abarth pour que Porsche puisse s'inscrire en catégorie GT pour les courses de l'année 1961. Sa ligne, due au designer italien Franco Scaglione ne fait pas toujours l'unanimité chez les amateurs avec son long capot fin et son arrière rebondi car ils préfèrent les lignes originelles de la 356, mais l’alliance du sorcier italien et de la jeune marque de sport allemande ne peut que faire rêver. Sa rareté et l’explosion des prix des voitures de collection en font une voiture reléguée dans le domaine de l'inaccessible.
Cette voiture fut une véritable aubaine pour Porsche. Ses pilotes Herbert Linge et Paul-Ernst Strahle débutèrent la compétition avec le premier prototype livré par Abarth pour la Targa Florio de 1960 et remportent la victoire dans leur catégorie, la 6e place au classement général. Ce fut le début d'une extraordinaire carrière sportive pour cette voiture qui l'a vu dominer sa catégorie durant plusieurs années consécutives. Lors des courses suivantes du Championnat du monde des voitures de sport, les 1000 km du Nürburgring, la 356 B Abarth  a surclassé ses adversaires. La Porsche 356 Abarth a remporté la Targa Florio trois fois (1961, 62 & 63), les 24 Heures du Mans trois années consécutives (1960, 61 & 62) et les 1000 km du Nürburgring (1961, 62 & 63).
Au total ce sont 21 exemplaires de ce modèle qui ont été conçus et fabriqués par Abarth pour le compte de Porsche
Après la livraison des 21 exemplaires du contrat, les relations se sont rapidement détériorées entre Abarth et Porsche. Pour ne pas lever l'option des 20 exemplaires supplémentaires, le constructeur allemand s'est tour à tour plaint de la qualité des constructions italiennes, mais aussi de problèmes de direction, fournie par Porsche (!). Ces sujets n'avaient jamais été évoqués lors des livraisons des différents lots de voitures et que les victoires en course s'accumulaient comme jamais ! Porsche évoquera même des retards dans la fabrication des voitures, alors que tous les modèles ont été livrés le jour prévu ! Porsche va donc signifier à Abarth la fin de la collaboration. En fait, Porsche avait succombé aux rumeurs diffusées en Allemagne qu'il était incapable de gagner une course avec une pure voiture allemande, mais bien avec une voiture italienne maquillée.
En fait, la 356/B Carrera « Abarth » n'a jamais démérité en course, bien au contraire. Elle démontra un excellent potentiel qui ne demandait qu'à croître plus si Porsche avait simplement accepté les solutions techniques d'Abarth. Faire courir et gagner une automobile construite sur un châssis vieux de 20 ans n'avait pas été chose facile. Malgré les excellents résultats accumulés en compétition, Porsche ne reviendra jamais sur sa décision. Sans aucune vergogne, Porsche fera courir cette voiture bien après sa rupture avec Abarth. Le bureau d'études Porsche n'ayant jamais su développer ultérieurement la 356 ni la 356 Abarth, se consacra à la nouvelle 911.
L'histoire retiendra que Porsche ne retrouvera plus le même niveau de classement dans les compétitions avant plusieurs années et seulement avec la Porsche 904. Il aura donc fallu plus de quatre ans à Porsche pour égaler une simple adaptation du magicien Abarth, trop limité dans son intervention sur la voiture allemande.

## 356 C

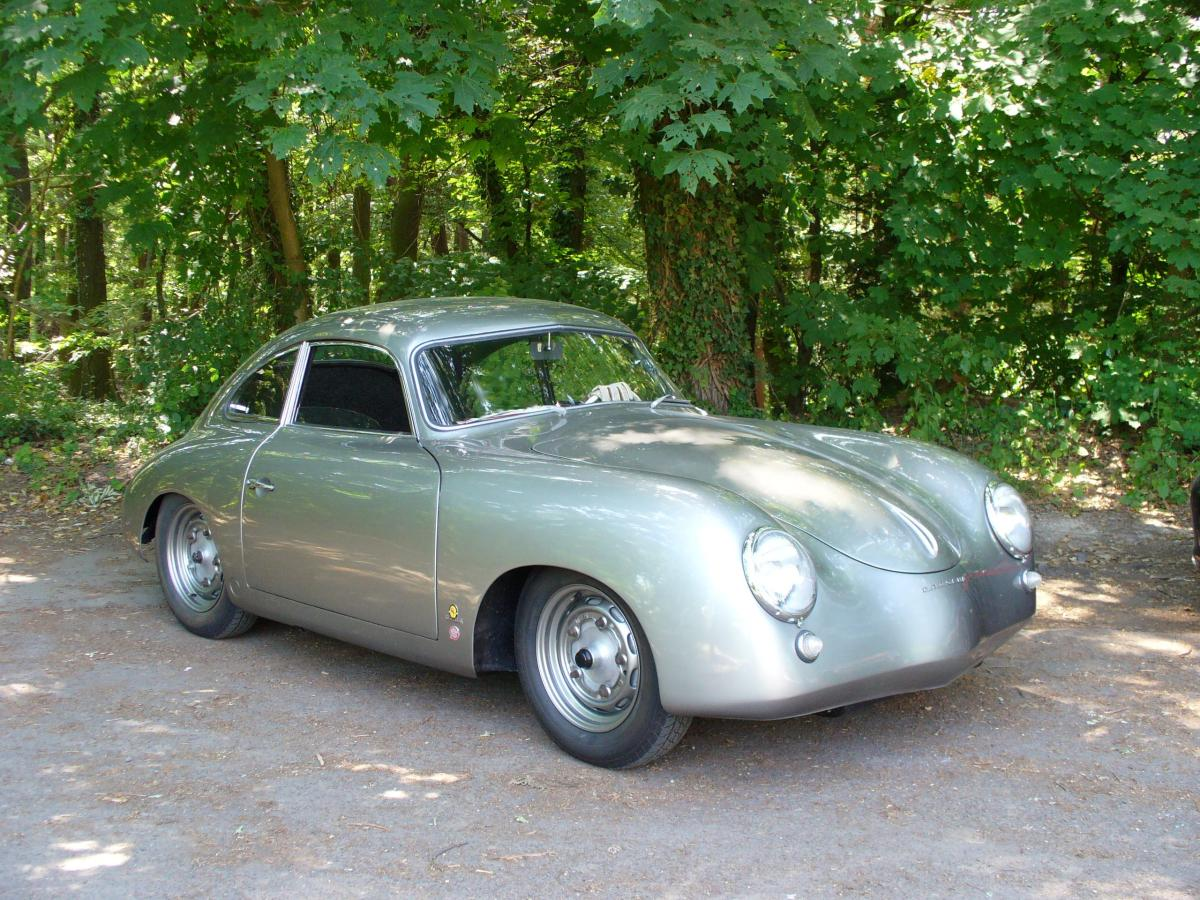
356 coupé silver.

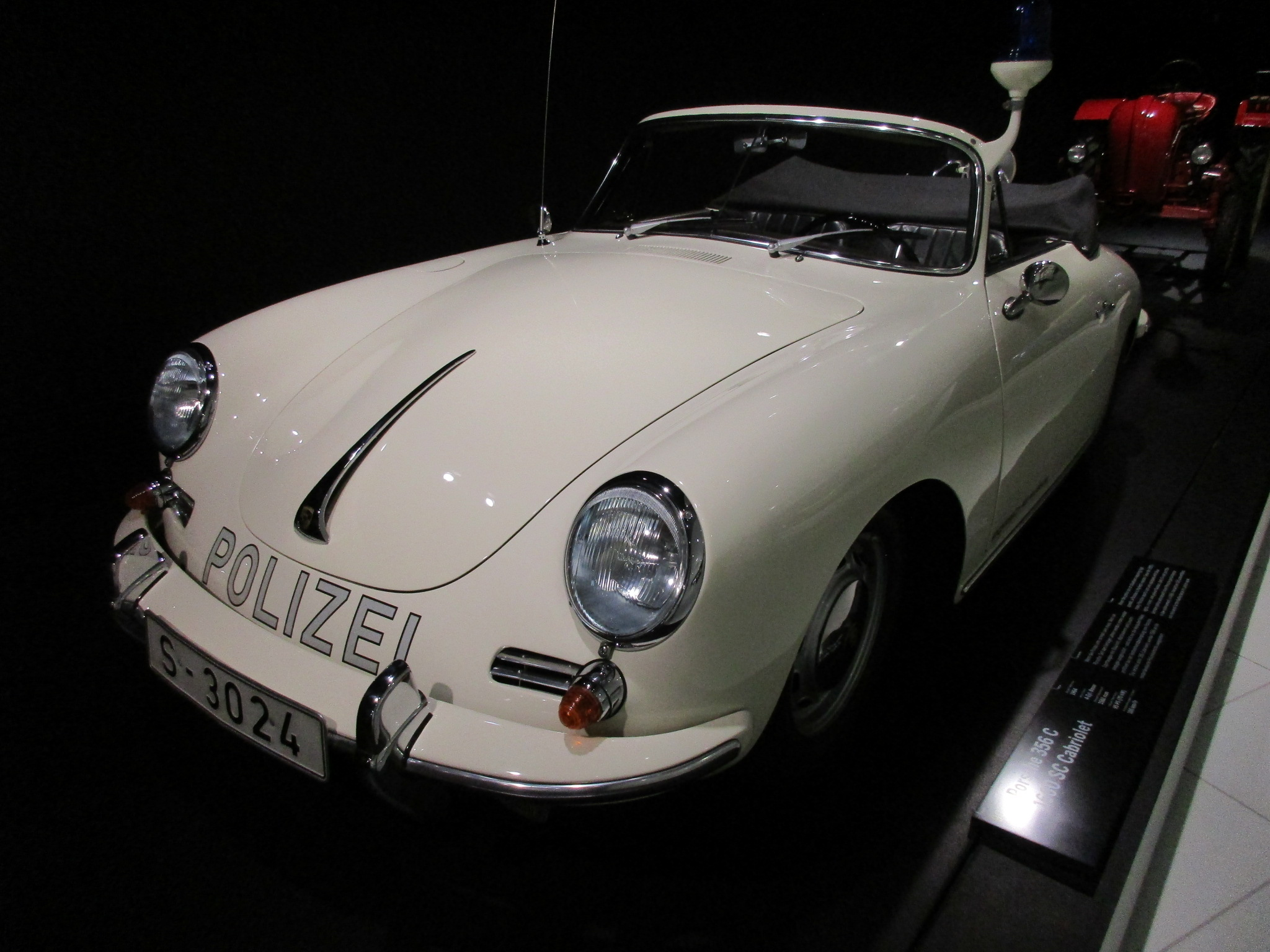
Porsche 356 C coupé 1600 SC cabriolet, de police allemande.

La Porsche 356 C a été produite de 1964 à 1965 sous plusieurs déclinaisons :

### Version standard
356 1600 C (Coupé et cabriolet) : 
- 1 582 cm3, 4 cylindres atmosphérique, 75 ch
- Vitesse maximale : 175 km/h

356 1600 SC (Coupé et cabriolet) : 
- 1 582 cm3, 4 cylindres atmosphérique, 95 ch
- Vitesse maximale : 185 km/h

### Version sportive
Pour les clients auxquels les versions standards de la 356 ne suffisaient pas, Porsche proposait des versions plus proches des modèles de compétition mais immatriculables pour la route, avec un moteur Porsche Carrera Fuhrmann-Motor Type 547, dont le nom rend hommage à une course automobile : la Carrera Panamericana, où une Porsche 550 Spyder a terminé deuxième malgré un moteur de 1 500 cm3 seulement.
356 Carrera 2 (Coupé et cabriolet) : 
- 1 966 cm3, moteur 4 cylindres atmosphérique, 130 ch (modèle 1964)
- Vitesse maximale : 200 km/h

## Résultats aux 24 heures du Mans tous modèles confondus
| Année | Écurie                     | Type             | Numéro | Catégorie   | Pilotes                                    | Résultats |
| ----- | -------------------------- | ---------------- | ------ | ----------- | ------------------------------------------ | --------- |
| 1951  | Porsche AG                 | 356              | 46     | 751 à 1100  | Edmond Mouche Auguste Veuillet             | 20e       |
| 1952  | A. Lachaize                | 356              | 47     | 751 à 1100  | François Picard Eugène Martin              | Abandon   |
| 1952  | Porsche Konstruktionen KG  | 356              | 50     | 751 à 1100  | Auguste Veuillet Edmond Mouche             | 11e       |
| 1952  | Porsche Konstruktionen KG  | 356              | 51     | 751 à 1100  | Fritz Huschke von Hanstein Petermax Muller | Abandon   |
| 1953  | Gustave Olivier            | 356              | 46     | 1001 à 1500 | Gonzague Olivier Eugène Martin             | Abandon   |
| 1953  | Porsche KG                 | 356 SL           | 49     | 751 à 1100  | Auguste Veuillet Petermax Muller           | Abandon   |
| 1956  | Porsche KG                 | 356 Carrera 1500 | 26     | 1001 à 1500 | Max Nathan Helmut Glockler                 | Abandon   |
| 1956  | Porsche KG                 | 356A             | 34     | 1001 à 1500 | Maurice Slotine Roland Bourel              | 13e       |
| 1957  | Maurice Slotine            | 356A             | 36     | 1001 à 1500 | Maurice Slotine Roland Bourel              | Abandon   |
| 1960  | Porsche KG                 | 356B 1600 GS     | 35     | S           | Herbert Linge Heini Walter                 | 10e       |
| 1961  | Porsche System Engineering | 356B 695 GS      | 36     | GT          | Herbert Linge Ben Pon                      | 10e       |
| 1961  | Porsche System Engineering | 356B 695 GS      | 37     | GT          | Robert Buchet Pierre Monneret              | Abandon   |
| 1963  | Porsche System Engineering | 356B 2000 GS GT  | 29     | GT          | Gerhard Koch Carel Godin de Beaufort       | Abandon   |
| 1963  | Porsche System Engineering | 356B 2000 GS GT  | 30     | GT          | Heinz Schiller Ben Pon                     | Abandon   |

## Cinéma et télévision
- Années 1980: Top Gun, film de 1986 avec le modèle de Charlotte Blackwood (Kelly McGillis)[8]
- Années 1990 : Beverly Hills 90210, série télévisée, avec le modèle de Dylan McKay (Luke Perry)[9].

La voiture de Régie Hammond dans 48 heures de Walter Hill.